# Korsö (Kumlinge, Åland)
Korsö är en ö i Åland (Finland). Den ligger i den östra delen av landskapet, 60 km öster om huvudstaden Mariehamn. Arean är 0,61 kvadratkilometer.
Ön är sammanbunden med Björkö i norr via en vägbank, och färjeförbindelse mellan Björkö och Korsö över den halvkilometerbreda Korsöströmmen till Lappo, Brändö kommun i Brändö kommun.